# به سوی مرگ
به سوی مرگ (به انگلیسی: Into the Dead) یک بازی ویدئویی با مضمون مرده متحرک و به سبک اکشن است که توسط پیک‌پوک در دسامبر ۲۰۱۲، برای سیستم‌عامل‌های آی‌اواس، اندروید و ویندوز فون ۸ ساخته و منتشر شده‌است. دنبالهٔ این بازی تحت عنوان به سوی مرگ ۲: زنده ماندن از زامبی برای آی‌اواس، اندروید و نینتندو سوئیچ عرضه شده‌است.